# Oksytocynaza
Oksytocynaza – enzymy rozkładające oksytocynę (i inne hormony peptydowe), wytwarzane przez komórki syncytiotrofoblastu. Są to w istocie specyficzne dla ciąży osoczowe aminopeptydazy cystynowe (cystaminopeptydazy, CAP).
Wykazano, że poziom oksytocynazy koreluje z masą łożyska, masą płodu, osoczowym stężeniem laktogenu łożyskowego i progesteronu. Tym samym oznaczanie poziomu oksytocynazy (głównie jej izoenzymu łożyskowego) może mieć znaczenie w monitorowaniu ciąży wysokiego ryzyka.
Spadek CAP świadczy o zagrożeniu ciąży. W ciąży powikłanej cukrzycą lub nadciśnieniem profil CAP jest zmienny z powodu niewydolności łożyska.